# Xenillus latilamellatus
Xenillus latilamellatus är en kvalsterart som beskrevs av Rainer Willmann 1939. Xenillus latilamellatus ingår i släktet Xenillus och familjen Xenillidae. Inga underarter finns listade i Catalogue of Life.